# チャールズ・ミッキー・スミス
チャールズ・ミッキー・スミス（英: Charles Michie Smith、1854年7月13日 - 1922年9月27日）は、スコットランドの天文学者である。大学卒業後のほとんどをインドで過ごし、マドラス基督教大学の物理学教授、マドラス管区政府天文官を務め、コダイカナル天文台の設立に尽力した。

## 生涯
チャールズ・ミッキー・スミスは、1854年7月13日にスコットランド、アバディーンシャーのキーグで、スコットランド自由教会の牧師の家に生まれた。幼少期は故郷で父親に学問の手ほどきを受け、やがてアバディーン大学に入学、その後エディンバラ大学で学んだ。エディンバラ大学では、ピーター・テイト、アーチボルド・ゲイキー、チャールズ・ピアッジ・スミスらの指導を受けた。在学中、スミスはウィリアム・トムソンとフリーミング・ジェンキンの下で電気技師としても働き、ケーブル敷設などに携わった。1876年に学士の学位を得て、エディンバラ大学を卒業した。
大学卒業後、スミスは海底ケーブル製造会社に就職し、ケーブル敷設のためにカリブ海地域へ渡ったが、数か月で仕事がなくなり、一時解雇となってエディンバラへ戻った。その後、自由教会の外国伝道委員会のつてで、マドラス基督教大学の物理学教授の職を得て、1877年に22歳でインドへ渡った。
スミスは、エディンバラ王立協会の会報に多くの論文を書き、1882年にはアレグザンダー・クラム・ブラウン、ピーター・テイト、ウィリアム・トムソン、ジョージ・クリスタルの推薦で協会フェローに選ばれた。1884年には、王立天文学会の会員にもなっている。

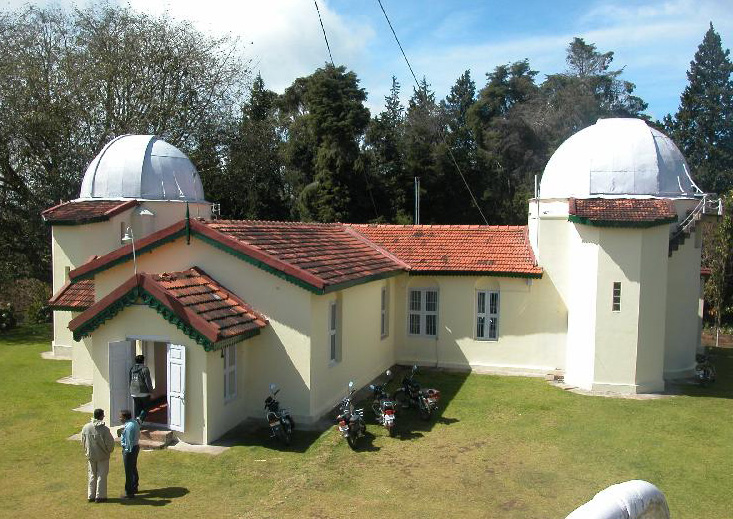
コダイカナル天文台

1891年、スミスは亡くなったノーマン・ポグソンの後任として、マドラス管区政府天文官に就任した。ポグソンの仕事を引き継いで、新マドラス総合星表の編纂を行ったほか、台長を務めたマドラス天文台を南部のコダイカナルに移転する事業を先導し、1899年にコダイカナル天文台が完成すると、その初代台長を務め、観測機器の整備に尽力した。政府天文官としての功績が認められ、1910年にはインド帝国勲章コンパニオン（CIE）を授与されている。
1911年に政府天文官を退官し、スミスはコダイカナルの自邸で余生を送った。スミスの後、コダイカナル天文台長にはジョン・エバーシェッドが就いた。晩年に一度スコットランドに帰国したが、長年のインド暮らしで、スコットランドの厳しい気候が合わなくなったため、再びコダイカナルに戻った。1922年9月27日、スミスはコダイカナルで亡くなり、同地に葬られた。

## 業績

### 自然科学
マドラス基督教大学時代に、スミスが発表した論文は、磐梯山の噴火、液体の表面張力の測定、大気電気学、野菜の色とスペクトル吸収線の関係など、幅広い主題にわたる。
マドラス天文台長としては、まず長年継続している気象観測結果の整理と出版を行った。ポグソンから引き継いだ恒星観測の成果は、1899年に5303個の恒星を収録した「新マドラス総合星表」（New Madras General Catalogue of 5303 Stars for the Epoch 1875.0）を発行、欧州ではみえないがインドでは容易にみえる南天の恒星を多数含んでおり、重宝された。また、1894年の金環日食、1898年の皆既日食の観測を行い、太陽コロナの写真など重要な記録を得ている。1899年にはしし座流星群の観測にも取り組み、予想された大出現はなかったが、明るい群流星を多数記録し、またマドラスでの30年間の流星観測記録も発表した。黄道光の観測も行い、ブリタニカ百科事典（第9版）に黄道光の記事を執筆している。

### その他
スミスは、本業以外にも様々な活動を精力的に行っていた。マドラス大学の評議員や、マドラス文学会の事務局、基督教大学の月刊誌 Christian College Magazine の編集人に、南インドの日刊紙 Madras Mail の編集者、慈善団体の会長などが挙げられる。たいへん多忙であったスミスだが、釣りやゴルフもたしなんでおり、コダイカナル・ゴルフクラブの幹事も務めていた。

## 家族
チャールズ・ミッキー・スミスは、スコットランド自由教会の牧師である父ウィリアム・ピリー・スミスと、母ジェーン・ロバートソンの3男、11人きょうだいの7番目として誕生した。兄には、旧約聖書学者・東洋学者として高名なウィリアム・ロバートソン・スミスがいる。生涯独身で子供はおらず、晩年は妹のルーシーをコダイカナルに招いて二人暮らしをしており、死後は、チャールズより半年前に亡くなったルーシーと同じ墓に葬られている。